# Angela Baddeley
Madeline Angela Clinton-Baddeley, CBE (* 4. Juli 1904 in London; † 22. Februar 1976 ebenda) war eine englische Schauspielerin.

## Leben
Ihre Schwester war die Schauspielerin Hermione Baddeley (1906–1986). Die Geschwister stammen in direkter Linie von dem britischen General Henry Clinton (1738–1795) ab.
Neben Theaterengagements in Großbritannien und den USA (z. B. 1936 in Night must fall von Emlyn Williams am Ethel Barrymore Theatre in New York City) trat Angela Baddeley seit 1931 in englischen Spielfilmen und seit den 1960er Jahren vermehrt in Fernsehserien auf. Internationale Popularität erlangte sie erst in ihren letzten Lebensjahren als Köchin „Mrs. Bridges“ in der 1971 bis 1975 gedrehten 68-teiligen Fernsehserie Das Haus am Eaton Place. Hier wurde sie in der deutschen Fassung von Tina Eilers synchronisiert.
Königin Elisabeth II. gab im Jahre 1975 an, dass Das Haus am Eaton Place ihre Lieblingsserie sei und ihr ganz besonders gut die von Baddeley gespielte Köchin „Mrs. Bridges“ gefalle.
Angela Baddeley, die 1975 mit dem Orden Commander of the British Empire ausgezeichnet wurde, starb im Alter von 71 Jahren an einer Lungenentzündung. Sie war zweimal verheiratet und Mutter von insgesamt drei Kindern. Ihr zweiter Ehemann Glen Byam Shaw (1904–1986) war ebenfalls Schauspieler und zeitweilig Direktor des Royal Shakespeare Theatre in Stratford-upon-Avon.

## Filmografie (Auswahl)
- 1931: The Speckled Band
- 1931: The Ghost Train
- 1932: Arms and the Man
- 1934: Those Were the Days
- 1948: Quartett (Quartet)
- 1950–1957: BBC Sunday-Night Theatre (Fernsehserie, 4 Folgen)
- 1956–1966: ITV Play of the Week (Fernsehserie, 5 Folgen)
- 1957: No Time for Tears
- 1957: Abenteuer im Zoo (Zoo Baby)
- 1962–1963: Der Raritätenladen (The Old Curiosity Shop, Miniserie, 5 Folgen)
- 1963: Tom Jones – Zwischen Bett und Galgen (Tom Jones)
- 1964: Martin Chuzzlewit (Miniserie, 7 Folgen)
- 1966: Mr. John Jorrocks (Fernsehserie, 8 Folgen)
- 1971–1975: Das Haus am Eaton Place (Upstairs, Downstairs, Fernsehserie, 53 Folgen)